# Cuphea rivularis
Cuphea rivularis är en fackelblomsväxtart som beskrevs av Berthold Carl Seemann. Cuphea rivularis ingår i släktet blossblommor, och familjen fackelblomsväxter. Inga underarter finns listade i Catalogue of Life.